# Fosfeto
Em química, um fosfeto se refere a um composto de fósforo com outro(s) elemento(s) menos eletronegativos ou à forma iônica do fósforo, representada pelo ânion P3-.